# Catasticta sinapina
Catasticta sinapina is een vlindersoort uit de familie van de witjes (Pieridae), onderfamilie Pierinae.
De wetenschappelijke naam van de soort werd in 1896 gepubliceerd door Butler.